# Набешима
Набешимата е много рядък и скъп порцелан, произвеждан първоначално в пещите на рода Набешима. Тя е по-тънка и фина от обикновената арита.
Набешимата не се продава на вътрешния пазар до началото на епохата на Едо (1603–1867). Дотогава той или бил изнасян в чужбина, или бил използван от рода на феодалния владетел Набешима и от другите знатни родове.
Порцеланът се създавал под закрилата на владетеля Набешима, който пазел произведената керамика за изложби. Чиниите, чашите и вазите, изработени от този порцелан, били подарявани на други владетели, благородници, както и на дългогодишните, заслужили доверие прислужници на Набешима.
Най-добрите изделия от Набешима били произвеждани в селото Окауачияма от около 1675 до средата на 18 век. В този период владетелят и неговите доверени служители упражнявали строг контрол върху производството и системата на производство била много добре организирана. Следяло се за формите, стиловете и големините на чашите и чиниите, и всяко изделие, което не отговаряло на стандартите на владетеля, било унищожавано. Тайните на производството били строго пазени.